# Sandra Russo (actriz porno)
Sandra Russo (Humenné; 28 de julio de 1974) es una actriz pornográfica eslovaca. Es una de las actrices porno más conocidas de Europa del este.
También se la conoce como:
- Katja Schone
- Michaella
- Michaelle
- Michelle
- Petra Olmi
- Sabina Rush
- Sandra Rossa
- Sandra Ruso
- Sandra Shield
- Sandra Shields
- Stefania Guerritore

Ella ha hecho la mayor parte de sus películas para la europea Private Media Group y para Marc Dorcel. Participó en múltiples filmes pornográficos, sobresaliendo su participación en la película Cleopatra de Private.